# 暗殺者 (映画)
『暗殺者』（原題：Assassins）は、1995年に公開されたシルヴェスター・スタローン主演のアメリカ映画。

## ストーリー
親友のニコライでさえ、ターゲットとした過去を持つベテラン暗殺者のロバート・ラスは、仕事が終わると毎回のように次の任務を最後に引退しようと思っていた。
それから15年、汚職に手を染めた政治家アラン・ブランチという人物の暗殺をする仕事を引き受け、暗殺の決行日が来るが、ブランチは他の暗殺者に殺害されてしまう。その暗殺者ミゲル・ベインは警察に捕まったが、パトカーの中で手際よく手錠を外して、暴れて脱走。続いてロバートに追い詰められるも、謎の存在として消えてしまった。そしてロバートは新たな任務を受け、猫を連れた若い女性ハッカーであるエレクトラの暗殺に向かうが、またしてもミゲルとかち合ったあげく、彼女を殺すことができず、共に逃亡する道を選ぶ。
組織はロバートとエレクトラを殺し、そしてエレクトラの持つ極秘データのフロッピーを回収するため、ロバートに対抗意識を燃やすミゲルを差し向けた。追われる身となったロバートとエレクトラはフロッピーを取引材料に組織から自由と大金を勝ち取ろうと考え、お互いの機転で何度か危機を切り抜ける。
さらに一計を案じたロバートは、かつて親友を暗殺したカリブへと逃れる。無事大金を得た2人に予想通りミゲルの襲撃があったが、連携の前にミゲルは倒れる。安堵するふたりの前に、直々に暗殺組織のボスが現れる。ロバートが手に掛けたはずの親友、ニコライであった。しかし、死んだと思われていたミゲルとロバートとの連携により彼は倒され、共闘したミゲルもロバートに倒される。ロバートとエレクトラと猫はカリブの陽光の中、希望をもって旅立つのだった。

## 登場人物
ロバート・ラス
超一流の暗殺者。しかし、今の稼業をやめたがっている。善良な人間を攻撃しないポリシーを持つ。自分が運転してハンドルを握っているときに狭い車内でミゲルと戦闘になるという圧倒的に不利な状態でも互角に渡り合い、生き延びる優れた対応力を持つ。
ミゲル・ベイン
殺し屋。ラスを倒して自分が一番になることを考えている。射撃の腕が良く、遠距離にあるサッカーボールを撃ちぬくなど殺し屋として優れており、連行されている状況で手際よく脱出するなど行動力にも優れる。爆発から身を守り、高いところから吹き飛ばされて落下しても無事でいるなど護身にも長ける。
エレクトラ
ハッカー。エレクトラは偽名で本人も本当の名前は知らない。パールという猫と一緒に暮らしており、非常時でも絶対にパールと逃げることを考えるほどの愛着を持つ。ハッカーとしては一目置かれるなど優れているが、裏社会の人間でありながら自分の住所が特定できるような写真を残すなど、やや不用心。
ニコライ
かつてのラスの相棒。ラスに殺されたとされるが実は生きていた。
アラン・ブランチ
富豪。汚職に手を染めており、それゆえ命を狙われた。ラスが暗殺するはずの人物だったが、先に越したミゲルに殺害される。
ジェニファー
エレクトラの近所の住人。エレクトラとも実際に顔なじみ。
ボブ
ジェニファーの恋人。

## キャスト
| 役名                 | 俳優                       | 日本語吹替                                                                                         | 日本語吹替 | 日本語吹替                                                                                                |
| 役名                 | 俳優                       | ソフト版                                                                                           | フジテレビ版 | テレビ朝日版                                                                                              |
| -------------------- | -------------------------- | -------------------------------------------------------------------------------------------------- | --- | --- |
| ロバート・ラス       | シルヴェスター・スタローン | 玄田哲章                                                                                           | 玄田哲章 | 佐々木功                                                                                                  |
| ミゲル・ベイン       | アントニオ・バンデラス     | 大塚明夫                                                                                           | 江原正士 | 山路和弘                                                                                                  |
| エレクトラ           | ジュリアン・ムーア         | 土井美加                                                                                           | 勝生真沙子 | 佐々木優子                                                                                                |
| ニコライ             | アナトリー・ダヴィドフ     | 千田光男                                                                                           | 佐々木勝彦 | 谷口節 |
| ジェニファー         | ケリー・ローワン           | 雨蘭咲木子                                                                                         | 松井菜桜子 | 渡辺美佐                                                                                                  |
| ボブ                 | リード・ダイアモンド       | 成田剣                                                                                             | 松本保典 | 落合弘治                                                                                                  |
| ケッチャム           | ミューズ・ワトソン         | 秋元羊介                                                                                           | 小島敏彦 | 福田信昭                                                                                                  |
| アラン・ブランチ     | スティーヴ・ケイハン       | 宝亀克寿                                                                                           | 筈見純 | 塚田正昭                                                                                                  |
| レミー               | カイ・ウルフ               | 村田則男                                                                                           | 仲野裕 | 牛山茂 |
| 役不明又はその他     |                            | 名取幸政 伊藤和晃 中田和宏 天田益男 平井美美 水野龍司 幹本雄之 大黒和広 沢海陽子 室園丈裕 堀口夏江 | 石森達幸 火野カチコ 長島雄一 宝亀克寿 大川透 叶木翔子 古田信幸 伊藤栄次 定岡小百合 西宏子 山野井仁 岡本章子 鈴木正和 | 紗ゆり 津田英三 幹本雄之 成田剣 江川央生 樫井笙人 柳沢栄治 谷昌樹 幸田夏穂 園田恵子 竹口安芸子 喜田あゆ美 |
| 日本語版制作スタッフ |                            | | | |
| 翻訳                 |                            | 久保喜昭                                                                                           | 松崎広幸 | 平田勝茂                                                                                                  |
| 演出                 |                            | 松川陸                                                                                             | 伊達康将 | 福永莞爾                                                                                                  |
| 調整                 |                            | 土屋雅紀                                                                                           | 栗林秀年 | 兼子芳博                                                                                                  |
| 録音                 |                            | 土屋雅紀                                                                                           | スタジオザウルス | |
| 効果                 |                            | | スタジオザウルス | リレーション                                                                                              |
| 音響制作             |                            | 中西真澄                                                                                           | | |
| 担当                 |                            | | 笠原恵美子 | |
| プロデューサー       |                            | 貴島久祐子                                                                                         | | |
| 制作                 |                            | WHV プロセンスタジオ                                                                               | 東北新社 | 東北新社                                                                                                  |
| 初回放送             |                            | | 1999年4月3日 『ゴールデン洋画劇場』                                                                                  | 2000年9月24日 『日曜洋画劇場』 (約96分)                                                                   |

※テレビ朝日版は2023年3月21日にWOWOWでカット部分を追加録音してノーカット化した「吹替補完版」が放送された。